# 竹山ロックンロール
『竹山ロックンロール』（たけやまロックンロール）は、2014年1月11日から2015年1月まで、独立系テレビ局などで放送されていたバラエティ番組。通称「竹山R&R」。

## 概要
カンニング竹山が中心となって、ロックの根底にある「自分の信念を貫く芯の強さ」と「社会通念からくる偏見との戦い」をテーマに様々な企画を通してお笑いを追求していく音楽バラエティ番組。
「新感覚音楽バラエティ『竹山ロックンロール』」と銘打たれていた。
番組制作にはキングレコード内レーベル「EVIL LINE RECORDS」が関わっていた。
番組内容については「若手男性芸人が裸で抱き合ったり、わいせつな行為を繰り返したりしていた」として、放送倫理・番組向上機構（BPO）の審議対象となったこともある。

## 出演者

### MC
- カンニング竹山
- 藤岡みなみ
- 中村愛

## スタッフ
- 演出：佐々木敦規
- ナレーション：落合隼亮
- 構成：小川浩之、オークラ、堀由史、宮森亮
- CAM：古俣智則
- AUD：藤田勝巳
- 照明：根岸朋之
- 美術プロデュース：小美野淳一
- 美術デザイン：水野谷重謙
- 美術制作：勝藤俊則
- スタイリスト：和田ケイコ
- メイク：瀬戸山啓子
- 編集：島田金治
- MA：熊井明子
- 音効：高取謙、伊藤匡祐
- タイトル：岩崎光明
- CG：佐々木浩一
- 宣伝：斉藤久美子・ヒロシ（共にEVIL LINE RECORDS）
- 協力：fmt、アックス、麻布プラザ
- AD：新井良輔
- AP：山口ななえ、湯本和浩（EVIL LINE RECORDS）、鈴木みちえ（テレ玉）
- ディレクター：柴田貴幸、鈴木剛、林剛史、松岡信行、石橋昭孝、畠山拓真
- プロデューサー：石山孝紀（チバテレ）、河口芳佳→（tvk）、那須惠太朗（サンテレビ）
- エグゼグティブプロデューサー：宮本純乃介（EVIL LINE RECORDS）、遠藤圭介（テレ玉）
- 制作協力：FILM Design Works
- 製作著作：「竹山ロックンロール」製作委員会

## ネット局一覧

### ネット局
| 放送対象地域 | 放送局       | 系列   | 放送期間                     | 放送時間           | 備考                                  |
| ------------ | ------------ | ------ | ---------------------------- | ------------------ | ------------------------------------- |
| 埼玉県       | テレビ埼玉   | 独立局 | 2014年1月11日 - 2015年1月3日 | 土曜 25:00 - 25:30 |                                       |
| 千葉県       | チバテレビ   | 独立局 | 2014年1月11日 - 2015年1月3日 | 土曜 25:00 - 25:30 |                                       |
| 兵庫県       | サンテレビ   | 独立局 | 2014年1月11日 - 2015年1月3日 | 土曜 25:00 - 25:30 |                                       |
| 神奈川県     | テレビ神奈川 | 独立局 | 2014年1月11日 - 2015年1月3日 | 土曜 25:00 - 25:30 |                                       |
| 三重県       | 三重テレビ   | 独立局 | 2014年1月14日 -              | 火曜 24:20 - 24:50 |                                       |
| 日本全国     | MTVジャパン  | CS放送 | 2014年1月15日 - 2014年7月9日 | 水曜 26:00 - 27:00 | 地上波未公開シーンを含む1時間版で放送 |